# عرفان إسماعيل (لاعب كريكت)
عرفان إسماعيل (14 فبراير 1992 في باكستان - ) هو لاعب كريكت باكستاني. لعب مع Quetta cricket team ‏.